# Eduardo Dualde
Eduardo Dualde, né le 1er décembre 1933 à Barcelone et mort le 12 juin 1989 à Tortosa, est un joueur espagnol de hockey sur gazon.

## Carrière
Eduardo Dualde a fait partie de la sélection espagnole de hockey sur gazon médaillée de bronze aux Jeux olympiques d'été de 1960 à Rome. Aux Jeux olympiques d'été de 1964 à Tokyo, avec son équipe il finit quatrième du tournoi.